# Pavel Světlík
Pavel Světlík (* 21. září 1985, Chomutov) je český sportovní střelec, který se specializuje na střelbu ze vzduchové pistole. V roce 2013 vybojoval bronzovou medaili v disciplíně vzduchová pistole na Letní univerziádě v Kazani.